# Begonia faustinoi
Espèce
Begonia faustinoi est une espèce de plantes de la famille des Begoniaceae.
L'espèce fait partie de la section Weilbachia.
Elle a été décrite en 1999 par Utley - Kathleen Burt-Utley et John F. Utley.

## Répartition géographique
Cette espèce est originaire du pays suivant : Mexique.